# Santiago Giménez
Santiago Tomás Giménez (Buenos Aires, 18 april 2001) is een Argentijns-Mexicaans voetballer die doorgaans als aanvaller speelt. Hij stroomde in 2017 door vanuit de jeugdopleiding van Cruz Azul, waarmee hij in 2021 de Mexicaans landstitel won. Hij tekende in juli 2022 een vierjarig contract bij Feyenoord, waarmee hij de Eredivisie, KNVB Beker en Johan Cruijff Schaal won, voordat hij in februari 2025 de overstap maakte naar AC Milan. Giménez debuteerde in 2021 in het Mexicaans voetbalelftal, waarmee hij in 2023 de Gold Cup won.

## Clubcarrière

### Cruz Azul
Giménez kwam in 2014 terecht in de jeugdopleiding van Cruz Azul, waar zijn vader Christian op dat moment in het eerste elftal speelde. Op 3 augustus 2017 maakte Santi zijn professionele debuut voor de club uit Mexico-Stad tijdens de Copa MX-wedstrijd tegen Tigres UANL, die eindige in een 1–1 gelijkspel. In 2018 werd in Gimenez' schouder trombose ontdekt. Na enkele operaties herstelde hij daarvan. Op 28 augustus 2019 maakte hij zijn debuut in de competitie. Hij speelde mee in de wedstrijd tegen Tijuana (3–2 nederlaag). Hij scoorde zijn eerste doelpunt voor Cruz Azul op 2 februari 2020 binnen de eerste twee minuten van de wedstrijd. Die wedstrijd, tegen Toluca, eindigde in 3–3. Giménez debuteerde op 19 februari 2020 in het internationale clubvoetbal bij een 1–2 zege op Portmore United in de achtste finales van de CONCACAF Champions League. Cruz Azul eindigde in 2021 bovenaan de Clausura-competitie van de competitie. Giménez scoorde vervolgens in de gewonnen kwart- en halve finales, waarna Cruz Azul ook de finale tegen Santos Laguna won. Zo werd Cruz Azul voor het eerst in 23 jaar Mexicaans kampioen.

### Feyenoord
Giménez kondigde op 27 juli 2022 bij ESPN Mexico aan een transfer te maken naar Feyenoord. De Rotterdammers maakten twee dagen later zijn komst officieel bekend. Hij tekende een vierjarig contract. Giménez maakte op 13 augustus 2022 zijn officiële debuut voor Feyenoord, toen hij in een wedstrijd thuis tegen sc Heerenveen inviel voor Danilo (0–0). Hij maakte op 27 augustus 2022 zijn eerste doelpunt voor Feyenoord, tegen FC Emmen. Die wedstrijd eindigde in een 4–0 overwinning. Op 8 september 2022 scoorde Giménez twee keer bij zijn debuut in het Europees clubvoetbal, als invaller bij een 4–2 nederlaag tegen SS Lazio in de UEFA Europa League. Giménez maakte op 3 november 2022 in de thuiswedstrijd tegen diezelfde club het winnende doelpunt, één minuut na zijn invalbeurt. Met de 1–0 overwinning plaatste Feyenoord zich voor de achtste finales. Giménez was in de eerste seizoenshelft van 2022/23 vooral invaller. Coach Arne Slot gaf doorgaans de voorkeur aan Danilo als eerste spits. Na de jaarwisseling werd Giménez een onomstreden basisspeler. Hij maakte dat jaar vijftien doelpunten in de Eredivisie, waarvan dertien in de tweede seizoenshelft. Hiermee werd hij clubtopscorer en had hij een aanzienlijk aandeel in het winnen van het landskampioenschap dat seizoen. Op 7 mei 2023 evenaarde hij een record in de Eredivisie door tegen stadsgenoot Excelsior Rotterdam voor het achtste opeenvolgende uitduel trefzeker te zijn; hij maakte beide doelpunten bij een 0–2 overwinning. De kampioenswedstrijd tegen Go Ahead Eagles een week later (3–0) was het achtste competitieduel op rij in het algemeen waarin hij scoorde. Giménez werd voor zijn prestaties in april 2023 verkozen tot Talent van de Maand in de Eredivisie. In de kwartfinale van de UEFA Europa League, waarin Feyenoord na een verlenging werd uitgeschakeld door AS Roma, werd Giménez op 20 april 2023 met een directe rode kaart van het veld gestuurd na een overtreding op Gianluca Mancini. Hij werd vervolgens voor twee Europese wedstrijden geschorst.
Giménez verlengde op 3 augustus 2023 zijn contract bij Feyenoord met één jaar, tot medio 2027. Een dag later verloor hij met Feyenoord de strijd om de Johan Cruijff Schaal van bekerwinnaar PSV. Op 24 september 2023 scoorde hij twee keer in de Johan Cruijff ArenA in De Klassieker. Nadat het duel gestaakt werd, maakte hij drie dagen later zijn hattrick compleet in het restant van de wedstrijd, die door Feyenoord met 0–4 werd gewonnen. Daarmee werd Giménez de eerste Feyenoorder in de Eredivisie met een hattrick op bezoek bij Ajax. Voor zijn prestaties in september 2023 werd hij benoemd tot Speler van de Maand in de Eredivisie. Op 8 oktober 2023 werd hij met twee doelpunten op bezoek bij PEC Zwolle (0–2) de eerste Feyenoorder die twaalf doelpunten maakte in de eerste acht wedstrijden van een Eredivisieseizoen. Op 25 oktober 2023 volgde thuis tegen Lazio zijn debuut in de UEFA Champions League, waarin hij twee keer scoorde. Giménez maakte op 25 november 2023 zijn tweede hattrick voor Feyenoord, in de uitwedstrijd tegen Excelsior (2–4). Hij werd met zijn doelpunt tegen FC Volendam op 7 december 2023 (3–1 zege) de eerste speler die in de Eredivisie 31 doelpunten maakte in één kalenderjaar sinds Mateja Kežman in 2003. Na 19 doelpunten in de eerste 17 wedstrijden van het Eredivisieseizoen maakte Giménez tussen januari en mei 2024 slechts twee doelpunten in twaalf competitieduels. Later verklaarde hij dat zijn vertrouwen was afgenomen na een mislukte panenka in de met 1–2 gewonnen uitwedstrijd tegen RKC Waalwijk op 4 november 2023. Op 21 april 2024 gaf hij wel een assist op het winnende doelpunt van Igor Paixão in de gewonnen bekerfinale tegen N.E.C. (1–0). Giménez eindigde het competitieseizoen 2023/24 met 23 doelpunten als clubtopscorer.
Giménez benutte op 4 augustus 2024 twee strafschoppen in de strijd om de Johan Cruijff Schaal, die door Feyenoord na een 4–4 gelijkspel met een penaltyserie werd gewonnen. Op 24 september 2024 verliet hij het veld in de competitiewedstrijd tegen NAC Breda (2–0 winst) met een bovenbeenblessure die hem naar verwachting drie maanden langs de kant zou houden. Giménez maakte ongeveer twee maanden later zijn rentree; op 26 november 2024 droeg hij als vervanger van Julián Carranza met een doelpunt bij aan een comeback die Feyenoord na een 3–0 achterstand hielp aan een 3–3 gelijkspel op bezoek bij Manchester City in de UEFA Champions League. In het met 5–2 gewonnen duel met Heracles Almelo op 14 december 2024 maakte hij in de eerste helft zijn derde hattrick in de Eredivisie. Hij scoorde in de competitiefase van de UEFA Champions League ook tegen Sparta Praag en twee keer tegen Bayern München. Met de 4–2 en 3–0 overwinningen in deze wedstrijden plaatste Feyenoord zich voor de knock-outfase. Giménez scoorde en viel geblesseerd uit in de uitwedstrijd tegen Lille OSC op 29 januari 2025 (6–1 nederlaag), wat later zijn laatste wedstrijd voor Feyenoord bleek te zijn.

### AC Milan
Giménez stapte op 3 februari 2025 officieel over naar AC Milan, waar hij een contract tot medio 2029 ondertekende en met rugnummer 7 zou spelen. Met de transfer was naar verluidt zo'n € 35 miljoen gemoeid, waarmee Giménez de duurste Feyenoorder ooit werd. Hij gaf bij zijn debuut voor zijn nieuwe club op 5 februari 2025 een assist op andere debutant João Félix in het met 3–1 gewonnen bekerduel tegen AS Roma. Drie dagen later scoorde hij bij zijn competitiedebuut voor AC Milan, waarmee hij bijdroeg aan een 0–2 zege op Empoli FC.

## Clubstatistieken
| Seizoen     | Club        | Competitie  | Competitie | Competitie | Competitie | Beker | Beker | Beker | Internationaal | Internationaal | Internationaal | Overige | Overige | Overige | Totaal | Totaal | Totaal |
| Seizoen     | Club        | Competitie  | Wed.       | Dlp.       | Ass.       | Wed.  | Dlp.  | Ass.  | Wed.           | Dlp.           | Ass.           | Wed.    | Dlp.    | Ass.    | Wed.   | Dlp.   | Ass.   |
| ----------- | ----------- | ----------- | ---------- | ---------- | ---------- | ----- | ----- | ----- | -------------- | -------------- | -------------- | ------- | ------- | ------- | ------ | ------ | ------ |
| 2017/18     | Cruz Azul   | Liga MX     | 0          | 0          | 0          | 1     | 0     | 0     | —              | —              | —              | —       | —       | —       | 1      | 0      | 0      |
| 2018/19     | Cruz Azul   | Liga MX     | 0          | 0          | 0          | 0     | 0     | 0     | 0              | 0              | 0              | 0       | 0       | 0       | 0      | 0      | 0      |
| 2019/20     | Cruz Azul   | Liga MX     | 12         | 2          | 1          | 0     | 0     | 0     | 2              | 0              | 0              | 0       | 0       | 0       | 14     | 2      | 1      |
| 2020/21     | Cruz Azul   | Liga MX     | 36         | 6          | 4          | 1     | 0     | 1     | 5              | 0              | 3              | 2       | 0       | 0       | 44     | 6      | 8      |
| 2021/22     | Cruz Azul   | Liga MX     | 35         | 7          | 1          | 0     | 0     | 0     | 6              | 0              | 0              | 1       | 1       | 0       | 42     | 8      | 1      |
| 2022/23     | Cruz Azul   | Liga MX     | 5          | 5          | 0          | 1     | 1     | 0     | 0              | 0              | 0              | 1       | 1       | 0       | 7      | 7      | 0      |
| Club Totaal | Club Totaal | Club Totaal | 88         | 20         | 6          | 3     | 1     | 1     | 13             | 0              | 3              | 4       | 2       | 0       | 108    | 23     | 10     |
| 2022/23     | Feyenoord   | Eredivisie  | 32         | 15         | 3          | 4     | 3     | 0     | 9              | 5              | 0              | 0       | 0       | 0       | 45     | 23     | 3      |
| 2023/24     | Feyenoord   | Eredivisie  | 30         | 23         | 6          | 4     | 0     | 1     | 6              | 3              | 1              | 1       | 0       | 0       | 41     | 26     | 8      |
| 2024/25     | Feyenoord   | Eredivisie  | 11         | 7          | 1          | 2     | 2     | 0     | 5              | 5              | 1              | 1       | 2       | 1       | 19     | 16     | 3      |
| Club Totaal | Club Totaal | Club Totaal | 73         | 45         | 10         | 10    | 5     | 1     | 20             | 13             | 2              | 2       | 2       | 1       | 105    | 65     | 14     |
| 2024/25     | AC Milan    | Serie A     | 14         | 5          | 2          | 2     | 0     | 1     | 2              | 1              | 0              | 0       | 0       | 0       | 18     | 6      | 3      |
| 2025/26     | AC Milan    | Serie A     | 0          | 0          | 0          | 0     | 0     | 0     | 0              | 0              | 0              | 0       | 0       | 0       | 0      | 0      | 0      |
| Club Totaal | Club Totaal | Club Totaal | 14         | 5          | 2          | 2     | 0     | 1     | 2              | 1              | 0              | 0       | 0       | 0       | 18     | 6      | 3      |
| Totaal      | Totaal      | Totaal      | 175        | 70         | 18         | 15    | 6     | 3     | 35             | 14             | 5              | 6       | 4       | 1       | 231    | 94     | 27     |

Bijgewerkt t/m 9 augustus 2025.

## Interlandcarrière
Ondanks zijn Argentijnse roots besloot Giménez om uit te komen voor het Mexicaanse voetbalelftal. Hij kwam uit voor de jeugdelftallen onder 15, onder 18, onder 20 en onder 23, en speelde 3 interlands voor Mexico onder 16 op de International Dream Cup in 2016.
Giménez ontving in september 2020 zijn eerste oproep voor het nationale team. Bondscoach Gerardo Martino vroeg hem om aan te sluiten voor een trainingskamp. Diezelfde maand werd bekend dat ook Fernando Batista van Argentinië onder 20 hem wilde selecteren. Op 27 oktober 2021 maakte Giménez zijn officiële debuut voor Mexico in een oefenwedstrijd tegen Ecuador. De wedstrijd ging met 0–3 verloren. Op 8 december 2021 scoorde hij zijn eerste doelpunt, in een oefenwedstrijd tegen Chili. Het was het openingsdoelpunt bij een 2–2 gelijkspel. Giménez werd op 26 oktober 2022 door Martino opgenomen in Mexico's voorselectie voor het WK 2022 in Qatar. Hij werd op 14 november 2022 echter niet opgenomen in de definitieve selectie. In juni 2023 speelde Giménez met Mexico in de finaleronde van de CONCACAF Nations League. Na een 3–0 nederlaag tegen de Verenigde Staten en een 0–1 zege op Panama eindigde Mexico als derde. Later die maand speelde Giménez ook mee op de CONCACAF Gold Cup in de Verenigde Staten. Hij kwam in alle wedstrijden in actie, alhoewel enkel in de laatste groepswedstrijd tegen Qatar als basisspeler. In de finale kwam hij vlak voor tijd binnen de lijnen voor Henry Martín, voordat hij het winnende (en enige) doelpunt maakte tegen Panama.
Giménez benutte op 22 november 2023 zijn strafschop in de gewonnen penaltyserie tegen Honduras, waarna Mexico zich plaatste voor de halve finales van de CONCACAF Nations League en het hoofdtoernooi van de Copa América. In de finale van de CONCACAF Nations League tegen de Verenigde Staten op 25 maart 2024 kwam hij als invaller in actie, maar kon hij niet voorkomen dat Mexico met 0–2 verloor. Op het eindtoernooi van de Copa América in de Verenigde Staten speelde Giménez mee in alle groepswedstrijden tegen Jamaica, Venezuela en Ecuador. Giménez plaatste zich met vier punten niet voor de knock-outfase.
| Interlandgoals van Santiago Giménez voor Mexico | Interlandgoals van Santiago Giménez voor Mexico | Interlandgoals van Santiago Giménez voor Mexico | Interlandgoals van Santiago Giménez voor Mexico | Interlandgoals van Santiago Giménez voor Mexico | Interlandgoals van Santiago Giménez voor Mexico | Interlandgoals van Santiago Giménez voor Mexico |
| №                                               | Datum                                           | Stad                                            | Competitie                                      | Goal                                            | Uitslag                                         | Tegenstander                                    |
| ----------------------------------------------- | ----------------------------------------------- | ----------------------------------------------- | ----------------------------------------------- | ----------------------------------------------- | ----------------------------------------------- | ----------------------------------------------- |
| Als speler van Cruz Azul                        |                                                 |                                                 |                                                 |                                                 |                                                 |                                                 |
| 1                                               | 08-12-2021                                      | Austin (TX), Verenigde Staten                   | Oefeninterland                                  | 1–0                                             | 2–2                                             | Chili                                           |
| 2                                               | 28-05-2022                                      | Arlington (TX), Verenigde Staten                | Oefeninterland                                  | 1–0                                             | 2–1                                             | Nigeria                                         |
| Als speler van Feyenoord                        |                                                 |                                                 |                                                 |                                                 |                                                 |                                                 |
| 3                                               | 29-06-2023                                      | Glendale (AZ), Verenigde Staten                 | Gold Cup (groepsfase)                           | 3–1                                             | 3–1                                             | Haïti                                           |
| 4                                               | 16-07-2023                                      | Inglewood (CA), Verenigde Staten                | Gold Cup (finale)                               | 1–0                                             | 1–0                                             | Panama                                          |
| Bijgewerkt t/m 4 februari 2025.                 |                                                 |                                                 |                                                 |                                                 |                                                 |                                                 |

## Persoonlijk
Het accent aigu in Giménez geeft in het Spaans aan dat de klemtoon op de tweede lettergreep ligt. Hijzelf laat het accentteken vaak weg, ook op zijn voetbaltenue. Zijn voornaam Santiago wordt vaak afgekort tot Santi. Gimenez' vader Christian Gimenez was eveneens profvoetballer. In januari 2024 ging de documentaire 'GIMENEZ' over zijn leven in première. Gimenez trouwde op 26 mei 2024 met producer, regisseur, presentatrice en actrice Fer Serrano.

## Erelijst
| Liga MX                 | 1× | Clausura 2021 |
| Copa MX                 | 1× | Apertura 2018 |
| Campeón de Campeones    | 1× | 2021          |
| Supercopa de la Liga MX | 1× | 2022          |
| Supercopa MX            | 1× | 2019          |
| Leagues Cup             | 1× | 2019          |
| Feyenoord               |    |               |
| Eredivisie              | 1× | 2022/23       |
| KNVB Beker              | 1× | 2023/24       |
| Johan Cruijff Schaal    | 1× | 2024          |
| Mexico                  |    |               |
| CONCACAF Gold Cup       | 2× | 2023, 2025    |
| CONCACAF Nations League | 1× | 2025          |